# Daedra Charles
Daedra Janel Charles, coniugata Furlow (Detroit, 22 novembre 1968 – Detroit, 14 aprile 2018), è stata una cestista e allenatrice di pallacanestro statunitense, professionista nella WNBA.

## Carriera
È stata selezionata dalle Los Angeles Sparks al primo giro dell'Elite Draft del Draft WNBA 1997 (8ª scelta assoluta).
Con gli Stati Uniti ha disputato i Campionati americani del 1989, i Giochi olimpici di Barcellona 1992 e i Campionati mondiali del 1994.

## Palmarès
- 2 volte campione NCAA (1989, 1991)